# Малкълм Екс (филм, 1992)
„Малкълм Екс“ (на английски: Malcolm X) е американска епична биографична драма от 1992 г. за живота на афроамериканския активист Малкълм Екс. Режисьор е Спайк Лий, който е съсценарист с Арнолд Пърл, и участват Дензъл Уошингтън, Анджела Басет, Албърт Хол, Ал Фрийман-младши, Делрой Линдо и Лий. Филмът е базиран на автобиографичната книга „Автобиографията на Малкълм Екс“, написана от Малкълм Екс и Алекс Хейли. Филмът е разпространен от „Уорнър Брос“ и излиза в Съединените щати на 18 ноември 1992 г.